# Cempaka (Talun)
Cempaka is een bestuurslaag in het regentschap Cirebon van de provincie West-Java, Indonesië. Cempaka telt 5685 inwoners (volkstelling 2010).